# Cymric mačka
Cymric je dugodlaka varijanta britanske pasmine manske mačke. U nekom registrima smatra se zasebnom pasminom.
Cymric je ujedno izvorni velški naziv za Wales, premda je pasmina nastala u Americi.

## Porijeklo
Pasmina je nastala od dugodlakih mačića koji su se pojavljivali u leglima manskih mačaka. Američki uzgajivači su razvili zasebnu dugodlaku pasminu cymric tijekom  1960. -tih godina, koja je priznata  1980. -tih godina. 
Danas cymric u nekim registrima nije priznat zasebno već se izlaže kao dugodlaka varijanta manske mačke.

## Karakteristike
Poput manske mačke, cymric je društvena, tolerantna i mirnija mačka dobre naravi.
Po svim karakteristikama nalikuje manskoj mački, s izuzetkom duge dlake.
Na izložbama se pojavljuju primjerci potpuno bez repa.

## Tjelesne osobine
- Tijelo: zbijeno, mišićavo, srednje veličine
- Glava: okrugla
- Oči: velike, okrugle
- Uši: srednje veličine s oblim vrhom, široke baze
- Rep: poželjan potpuni nedostatak repa
- Dlaka: srednje dužine, dvostruka, gusta
- Boja dlake: dozvoljene su mnoge boje i kombinacije boja.